# 翻字
翻字（ほんじ、英: transliteration）とは、言語学において特定の言語を記した文字表記を別の文字による表記に移すことをいう。翻字は印刷物の発行する際などに技術的な問題や読者の便宜のために行われる。

## 概説
翻字とは、たとえばロシア語を記したキリル文字や、ギリシア語を記したギリシア文字、朝鮮語を記したハングル等をラテン文字に移すことに該当する。字訳、文字転写と呼ぶ場合もある。
これに対して、ある言語の音声や音韻を文字で表記することを転写（音訳）（英: transcription）と呼ぶ。ただし、転写と翻字とを含めて広義の「転写」とする場合もある。

## 一対一対応の原則
翻字は、ある文字で書きたいのだがそれができないので仕方なく別の文字によって書くという場合に行われる。よって、厳密な意味での翻字は文字と文字の対応が1対1で、元の文字による文字情報が100%失われずに保たれるようなものでなくてはならない。つまり、翻字された文章から元の文章を復元できなくてはそれは翻字とはいえないのである。このように翻字は文字と文字を1対1で対応させるのを原則とするが、実際には一方の文字1字に対して他方の文字2字・3字に対応する場合もある。例えば、ギリシア文字「θ」をラテン文字へ翻字する場合、通常は「th」の2字に翻字する。

## 音の無視
翻字はあくまで文字を移し換えるのであって、当該言語の音は必ずしも反映されない。例えば、ロシア語 сегодня [sʲɪˈvodnʲə]（今日）の翻字は「segodnja」である。キリル文字「г」はこの単語の場合 [v] と発音される（通常は [ɡ] と発音される場合がほとんどである）が、翻字においてはこの文字をラテン文字「g」に1対1で対応させる決まりなので「sevodnja」とはしない。

## 実際の運用状況
厳密な翻字は文字を精密に記述する場合以外では不要である。日常的な場面において、ある文字による表記を別の文字による表記で代用しなければならないような場合（例えば日本語のIMEがインストールされていないコンピューターを使って日本語でチャットするような場合や、外国人観光客用に駅名をラテン文字で書くような場合）、既存の文字表記体系（正書法）は多かれ少なかれ不合理的な部分を持っているので、既存の表記を厳密に翻字するよりはその文字で表記するときに用いる新しい正書法を作ってしまったほうが手っ取り早い。日本語の例を挙げると、「はちおうじ」の「おう」も「おおさか」の「おお」も音韻としては同一の /oː/ であるため、いくつかあるローマ字表記法ではこの二つを区別せず、ō, ô などと統一して表記する。

## 翻字による代用表記の代表例
- パキスタンのヒンドゥスターニー語はアラビア文字で表記されるのに対し、インドのヒンドゥスターニー語はデーヴァナーガリー文字で表記される。このため其々の話者の間で文通する際はラテンアルファベットによる翻字表記を用いる。この場合両国が英領インドであったことからラテンアルファベットという中立な第三の文字にそれぞれの国民が通じていることが原因として挙げられる。

## 日本語のローマ字表記
1989年に国際標準化機構が日本語の書きことばをローマ字で表記する場合は、国際的に訓令式を採択し、ISO 3602（第5項の原注2）で厳密翻字を行う場合には日本式でなければならないとした。